# 抵当権の設定の登記
抵当権の設定の登記（ていとうけんのせっていのとうき）は登記の態様の一つで、当事者の設定行為による、抵当権の発生の登記をすることである（不動産登記法3条参照）。
本稿では日本の不動産登記における抵当権の設定の登記について説明する。不動産登記法以外の法律による抵当権としては、商法848条の船舶抵当権、立木ニ関スル法律2条2項の立木抵当権、工場抵当法14条2項の工場抵当権、鉱業抵当法3条の鉱業抵当権などがある（担保物権#特別法の定める抵当権も参照）。
抵当権は不動産に関する物権であるから、その発生を第三者に対抗するためには登記をしなければならない（民法177条）。
また、本稿では根抵当権を含まない普通抵当権の設定登記について説明する。以下、抵当権とあれば普通抵当権を指すものとする。根抵当権の設定登記については根抵当権設定登記を参照。

## 略語について
説明の便宜上、次のとおり略語を用いる。
法
不動産登記法（平成16年6月18日法律第123号）
規則
不動産登記規則（平成17年2月18日法務省令第18号）
準則
不動産登記事務取扱手続準則（2005年（平成17年）2月25日民二456号通達）
記録例
不動産登記記録例（2009年（平成21年）2月20日民二500号通達）
抵当権設定登記
抵当権の設定の登記

## 目的物

### 概要
ここでは不動産登記の観点から見た目的物について説明する。民法の観点から見た目的物については、抵当権#目的物を参照。
抵当権を設定できる権利は、所有権、地上権、永小作権、採石権である（民法369条、採石法4条3項）。賃借権は含まれていないので、敷地権付き区分建物に抵当権を設定する場合、敷地権が賃借権のときは建物についてのみ設定登記をすることができる（法73条3項参照）。また、不動産質権は抵当権の目的とはならない（1922年（大正12年）4月13日民事局長回答）
なお、共有持分全部を抵当権の目的とすることができる（1900年（明治33年）12月22日民刑回答参照）。

### 主な論点

#### 他人物
他人所有の不動産について抵当権を設定することができる（大決1915年（大正4年）10月23日民録21輯1775頁）。登記申請情報に記載すべき登記原因の日付には注意が必要であり、後述する。

#### 建物
登記記録又は登記簿に記録又は記載（以下本稿において「登記記録に記録」という）された新築の日付より前の日付をもって設定された抵当権であっても、抵当権設定登記をすることができる（1964年（昭和39年）4月6日民甲1291号回答）。登記記録に記録された新築年月日は縁起担ぎなど不正確な場合が多いからである。ただし、建物として認識しうる日（規則111条参照）以後の日付でなければならない。
一方、将来建築される建物を目的とする抵当権設定登記はすることができない（1962年（昭和37年）12月28日民甲3727号回答）。目的物が存在しないので、物権が成立しないからである。

#### 権利の一部
一筆の土地の一部について抵当権設定契約をすることはできるが、分筆の登記をしなければ抵当権設定登記はできない（令20条4号、1899年（明治32年）12月22日民刑2080号回答）。公示をする方法が存在しないからである。
不動産の所有権又は共有持分の一部を目的とする抵当権設定登記の申請は原則として受理すべきでない（1961年（昭和36年）1月17日民甲106号回答）が、不動産の所有権又は共有持分を数回に分けて取得した場合、所有権又は共有持分の一部に抵当権設定登記をすることができる（1983年（昭和58年）4月4日民三2251号回答）。その登記記録の例は以下のとおりである。

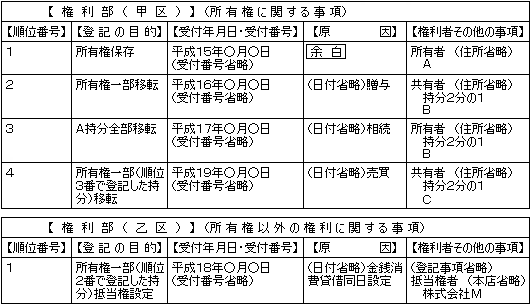
数回に分けて取得した所有権の一部への抵当権設定登記の記録例

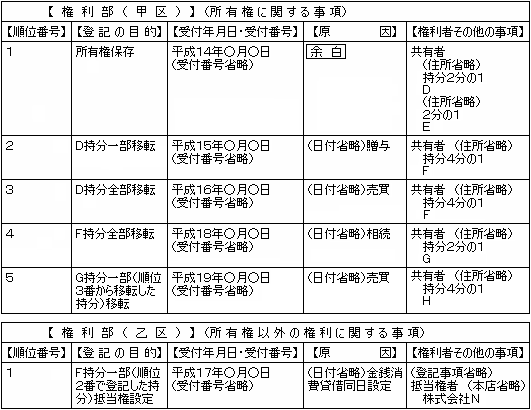
数回に分けて取得した共有持分の一部への抵当権設定登記の記録例

附属建物のみについて抵当権設定契約をすることはできるが、分割の登記をしなければ抵当権設定登記はできない（1904年（明治37年）2月13日民刑1057号回答）。公示をする方法が存在しないからである。

#### その他
処分の制限の登記がされている不動産について抵当権設定登記をすることができる（1949年（昭和24年）7月14日民事局長電報回答）。なお、処分の制限の登記がされた不動産を所有者は処分できるが、処分の制限の登記をした者には対抗できない（民事保全法58条1項）。
清算中の会社が登記義務者（設定者）となる抵当権設定登記は、契約の日が解散の日の前であろうと後であろうとすることができる（1966年（昭和41年）11月7日民甲3252号回答）。

## 被担保債権

### 概要
金銭債権や売買代金債権が典型例であるが、以下の債権も被担保債権とすることができる。
- 物の引渡債権（債務不履行の場合、損害賠償請求権に転じて金銭債権となるから）
- 請負代金債権（1969年（昭和44年）8月15日民三675号回答）
- 保証人が将来保証債務を履行した際に、主たる債務者に対して取得する求償債権（民法459条1項、1950年（昭和25年）1月30日民甲254号通達）
- 損害賠償の予定契約（民法420条1項）をした場合に、債権者が将来取得する損害賠償債権（1985年（昭和60年）8月26日民三5262号回答）
- 賃借人が将来賃貸借契約が終了したときに取得する、保証金返還請求権（1976年（昭和51年）10月15日民三5414号回答）

また、被担保債権の一部について抵当権設定登記をすることができる（1955年（昭和30年）4月8日民甲683号通達）。更に、抵当権設定契約後に債権の一部について弁済があった場合、残存債権について抵当権設定登記をすることができる（1959年（昭和34年）5月6日民甲900号通達）。

### 複数の債権・債権者・債務者
複数の債権について、債権者も債務者も同一である場合、当該複数の債権を被担保債権とする抵当権設定登記をすることができ（1963年（昭和38年）4月9日民甲965号通達参照、記録例365・366）、複数の債権について、債権者は同一であるが債務者が異なる場合、当該複数の債権を被担保債権とする抵当権設定登記もすることができる（記録例363）。
一方、複数の債権について、債権者は異なるが債務者が同一である場合、当該複数の債権を被担保債権とする抵当権設定登記はすることができない（1960年（昭和35年）12月27日民甲3280号通達）が、債権者が準共有する一個の債権又は、複数の債権について債務者は異なるが債権者は同一の準共有者である場合、当該債権を被担保債権とする抵当権設定登記はすることができる（1960年（昭和35年）3月31日民甲712号通達第4-1参照、記録例361）。
なお、債権者が準共有する債権を被担保債権とする抵当権設定登記を、債権の準共有者の1人と設定者により申請（保存行為）することができる（書式精義中巻-890頁）。
また、複数の債権について債権者を異にする場合、当該複数の債権を被担保債権とする抵当権設定登記はできないが、数個の抵当権の順位を同じくする複数の抵当権設定登記を同時に申請することはできる（1949年（昭和24年）12月6日民甲2810号通達、記録例354）。

## 登記事項
絶対的登記事項として以下のものがある。
- 登記の目的
- 申請の受付の年月日及び受付番号
- 登記原因及びその日付
- 登記権利者の氏名又は名称及び住所並びに登記名義人が複数であるときはそれぞれの持分（以上法59条1号ないし4号）
- 順位番号（法59条8号、令2条8号、規則1条1号・147条）
- 債権額（一定の金額を目的としない債権についてはその価額）
- 債務者の氏名又は名称及び住所
- 所有権以外の権利を目的とするときは当該権利
- 複数の不動産に関する権利を目的とするときは当該不動産及び権利
- 日本国以外の通貨で債権額を指定したときは日本通貨で表示した担保限度額（以上法83条1項各号）

一定の金額を目的としない債権の具体例は、物の引渡債権である。複数の不動産に関する権利を目的とする場合における当該不動産及び権利については共同担保目録において表示する。#共同抵当権設定登記を参照。
また、相対的登記事項として以下のものがある。
- 権利消滅の定め
- 共有物分割禁止の定め（争いあり）
- 代位申請によって登記した場合における、代位者の氏名又は名称及び住所並びに代位原因（以上法59条5号ないし7号）
- 利息に関する定め
- 民法375条2項に規定される損害金の定め
- 債権に付した条件
- 民法370条ただし書の別段の定め
- 抵当証券発行の定め
- 抵当証券を発行する定めがある場合における、元本又は利息の弁済期又は支払い場所の定め（以上法88条1項各号）。

上記以外の特約を登記することはできない。具体例は以下のとおりである。
- 債権者が債権を侵害されたと認めたときは期限の利益が失われる旨の特約（1904年（明治37年）3月23日民刑101号回答、1960年法律第14号により不動産登記法が改正されて弁済期の定めが登記事項でなくなる前の先例）
- 債務不履行の場合は代物弁済として抵当権者に目的物を移転する旨の特約（1953年（昭和28年）4月14日民甲570号通達）
- 日本国以外の通貨で債権額を指定した場合において、債務履行時の為替相場により換算した日本国通貨の額を支払う旨の特約（1959年（昭和34年）2月17日民甲267号通達）
- 日本国以外の通貨で債権額を指定した場合において、為替相場の変動があれば債務者はただちに変更登記の手続きをする旨の特約（1959年（昭和34年）2月17日民甲267号通達）
- 抵当権の目的たる不動産を火災保険に付する旨の特約（登記研究58-31頁、根抵当権について）

本稿では、上記の登記事項のうち代位申請に関する事項以外の事項について、登記申請情報の記載方法を説明する。申請の受付の年月日及び受付番号については不動産登記#受付・調査を参照。

## 登記申請情報（一部）

### 登記の目的
「登記の目的　抵当権設定」のように記載する（記録例353）。順位番号を記載する必要はない（民法373条参照）。共有持分全部に設定した場合、「登記の目的　A持分抵当権設定」のように記載する（記録例355）。共有者全員の持分全部に設定した場合、「登記の目的　共有者全員持分全部抵当権設定」ではなく「登記の目的　抵当権設定」と記載すればよい（登記研究285-73頁）。なお、所有権又は持分の一部に設定する場合は#権利の一部の画像を参照。
所有権以外の権利に設定する場合、「登記の目的　1番地上権抵当権設定」のように記載する（記録例356）。所有権以外の権利の準共有持分全部に設定する場合、「登記の目的　1番永小作権B持分抵当権設定」のように記載する（記録例356（注）1）。

### 登記原因及びその日付

#### 概要
「原因　平成何年何月何日金銭消費貸借平成何年何月何日設定」のように記載する（記録例365参照）。前者の日付は被担保債権の成立日であり、後者の日付は抵当権設定契約の成立日である（1955年（昭和30年）12月23日民甲2747号回答）。両者が同じ日である場合、「原因　平成何年何月何日金銭消費貸借同日設定」のように記載すればよい（1956年（昭和31年）2月7日民三39号依命通知、記録例353）。以下、登記原因と原因日付に分けて説明する。

#### 登記原因
上記の「金銭消費貸借」の部分が被担保債権の内容である。金銭消費貸借以外の記載の例は以下のとおりである。なお、日本国以外の通貨で債権額を指定した場合、被担保債権の記載方法は特に変わるところはない（記録例369）。
- 物の引渡債権を担保する場合、例えば「石炭売買の引渡債権」（記録例368）
- 売買代金債権を担保する場合、例えば「自動車売買代金債権」
- 請負代金債権を担保する場合、「請負代金債権」又は「請負契約代金債権」
- 損害賠償の予定契約をした場合において、債権者が将来取得する損害賠償債権を担保する場合、「損害賠償額の予定契約」（1985年（昭和60年）8月26日民三5262号回答）
- 賃借人が将来賃貸借契約が終了したときに取得する、保証金返還請求権を担保する場合、「賃貸借契約の保証金返還債権」
- 金銭消費貸借の予約（分割貸付）による、将来の貸金返還請求権を担保する場合、「金銭消費貸借予約」又は「分割貸付」
- 金銭消費貸借の予約（限度貸付）による、将来の貸金返還請求権を担保する場合、「金銭消費貸借予約」又は「限度貸付」（記録例367）
- 売買代金を消費貸借の目的としたとき（民法588条）の債権を担保する場合、「準消費貸借」（登記研究450-125頁）

保証人の求償債権や保証料債権等を担保する場合の記載の例は以下のとおりである
- 保証委託契約がある場合において、求償債権のみを担保する場合、「保証委託契約による求償債権」（1973年（昭和48年）11月1日民三8118号通達参照）
- 保証委託契約がある場合において、保証料債権のみを担保する場合、「保証委託契約による保証料債権」
- 保証委託契約がある場合において、求償債権・保証料債権を共に担保する場合、「保証委託契約」
- 保証委託契約がない場合において、求償債権を担保する場合（保証料債権は担保できない）、「保証契約による求償債権」
- 債権者の保証人に対する保証債権を担保する場合、「保証契約」（登記研究441-116頁）

債権の一部を担保する場合、例えば「原因　平成何年何月何日金銭消費貸借金何円のうち金何円平成何年何月何日設定」のように記載する（記録例364参照）。このように記載しないと被担保債権全額を担保したことになり、債権額の増額変更の登記はできなくなってしまう（1899年（明治32年）11月1日民刑1904号回答参照）。
抵当権設定契約後に債権の一部について弁済があり、残存債権について抵当権設定登記をする場合、一部弁済の旨を記載する必要はない（1959年（昭和34年）5月6日民甲900号通達）。
複数の債権を担保する場合の記載の例は以下のとおりである（記録例365）。

#### 原因日付
既述のとおり、被担保債権の成立日及び抵当権設定契約の成立日を記載する。
金銭消費貸借は要物契約であるから、契約の日と金銭の受渡日が異なる場合、金銭の受渡日を被担保債権の成立日とする。
他人物に抵当権を設定した後に設定者が当該他人物を取得した場合、取得した日を抵当権の設定日とするべきである（登記研究440-79頁参照）。

### 債権額
「債権額　金何円」のように記載する。アド・オン方式（分割払で返済する場合において、債権額と利息を合算した合計額を均等に分割した額を毎回の支払額とする方式）の場合、債権額と利息の合計額を記載する（1964年（昭和39年）10月15日民甲3395号通達）。例えば、債権額が500万円・利息が年10％という債権を1年かけて毎月弁済する場合、記載すべき債権額は「金550万円」となる。
物の引渡債権を担保する場合、例えば「債権価格　石炭何トン　価格金何円」のように記載する（記録例368）。また、債権の一部を担保する場合、当該担保される金額のみを記載すればよい（1955年（昭和30年）4月8日民甲683号通達、記録例364）。
日本国以外の通貨で債権額を指定した場合の記載の例は以下のとおりである（記録例369）。担保限度額については、当事者の合意により定めた額でよい（1960年（昭和35年）3月31日民甲712号通達第16-3）。
複数の債権を担保する場合の記載の例は以下のとおりである（記録例365）。
元本と利息を担保する場合の記載の例は以下のとおりである（1963年（昭和38年）1月29日民甲310号通達、記録例357）。

### 利息
登記原因証明情報に利息の記載があるのに、登記申請情報に利息の定めを記載しない場合、申請は却下される（1967年（昭和42年）2月24日民三301号回答）。

#### 登記できるもの
「利息　年何％」のように記載する（記録例353）。その他の記載の例は以下のとおりである
- 1年を365日として計算する定めのある場合、「利息　年何％（年365日日割計算）」（1965年（昭和40年）6月25日民甲1431号回答参照）
- 利息の発生期の定めのある場合、「利息　年何％（利息発生期　平成何年何月何日）」又は「利息　年何％　ただし、利息は平成何年何月何日から発生する」もしくは「利息　年何％　ただし、平成何年何月何日までは無利息」
- 変動利息の場合、「利息　年何％　ただし、平成何年何月何日までは年何％」
- 無利息とする定めのある場合（登記研究470-98頁）、「利息　無利息」（記録例356）
- 分割貸付で、貸付によって利率が異なる場合、「利息　金何円については年何％、金何円については年何％」（1977年（昭和52年）3月14日民三1601号通達参照）
- アド・オン方式（#債権額を参照）の場合、「利息　支払済」（1964年（昭和39年）10月15日民甲3395号通達）
- 元本と利息を担保する場合、「利息　元本につき年何％」（記録例357）

複数の債権を担保する場合で、利息が異なるときの記載の例は以下のとおりである（記録例366）。

#### 登記できないもの
不明確な利息の定めは登記できない。具体例は以下のとおりである
- 「利息　年何％　ただし、融資契約に違反するときは年何％とする」（1969年（昭和44年）8月16日民三705号回答）
- 「利息　年何％　ただし、将来の金融情勢に応じて債権者が適宜変更できる」（1956年（昭和31年）3月14日民甲506号通達）
- 「利息　年何％以内」

法定重利（民法405条）又は重利の特約は原則として登記できない（1969年（昭和34年）11月26日民甲2541号通達）。例えば「元本及び利息の遅延損害金は共に年2割とする」のような登記はできない。なお、遅延利息については元本に組入れる登記（民法405条参照）をすることができる。また特別の登記（民法375条1項ただし書）をすれば、優先弁済権を得ることとなる。それぞれの登記手続きについては抵当権変更登記を参照。
金銭消費貸借契約に基づく抵当権設定登記の場合、利息制限法に違反する利息は登記することができない（1954年（昭和29年）6月28日民甲1357号通達）。この場合、法定の利率に引き直せば登記することができる（1954年（昭和29年）7月13日民甲1459号通達）。

### 損害金
「損害金　年何％」のように記載する（記録例353）。その他の記載例は以下のとおりである
- 1年を365日として計算する定めのある場合、「損害金　年何％（年365日日割計算）」（1970年（昭和45年）5月8日民甲2192通達参照、1989年（平成元年）3月17日民三891号通達）
- 元本と利息を担保する場合、「損害金　元利金につき年何％」（記録例357）

複数の債権を担保する場合で、損害金が異なるときについては、当該場合の利息の画像の「利息」の部分につき、「損害金」として記載すればよい。
なお、具体的な額を定めた「違約金」を登記することはできない（1959年（昭和34年）10月20日民三999号依命通知）。ただし、登記原因証明情報に「違約金」の字句が記載されていても、内容は定期金的性質を有すると認められる場合、登記申請情報には「損害金」と記載して申請をすることができるとする見解がある（不動産登記実務総覧上巻-365頁）。

### 債務者の氏名又は名称及び住所
「債務者　何市何町何番地　A」のように記載する（記録例353）。連帯債務者の場合、「債務者」のところを「連帯債務者」とすればよい（記録例362）。
権利能力なき社団は登記名義人にはなれないが、債務者としては登記することができる（1956年（昭和31年）6月13日民甲1317号回答）。また、個人の商号も「債務者　何市何町何番地　B商店」と記載すれば、登記することができる（登記研究586-188頁）。
なお、債務者を異にする複数の債権を担保する場合の記載の例は利息の場合に準じる（記録例363）。

### その他の定め
債権に付した条件は「特約　債権者が死亡した時に債権は消滅する」のように記載する（記録例359）。
民法370条ただし書の別段の定めは「特約　立木には抵当権の効力は及ばない」のように記載する（記録例360）。
権利消滅の定めは「特約　抵当権者が死亡した時に抵当権は消滅する」のように記載する（記録例358）。
共有物分割禁止の定めは抵当権設定登記において登記できるかどうかは争いがある（登記インターネット66-148頁参照）。

### 抵当証券関係
抵当証券発行の定めは「特約　抵当証券を発行することができる」のように記載する（記録例448）。
元本又は利息の弁済期又は支払い場所の定めの記載の例以下のとおりである。
- 元本については、「元本の弁済期　平成何年何月何日」、「元本の支払場所　何市何町何番地　何銀行何支店」、「元本の弁済期及び支払場所　平成何年何月何日　何市何町何番地　何銀行何支店」。
- 利息については、「利息の弁済期　毎年何月何日」、「利息の支払場所　何市何町何番地　何銀行何支店」、「利息の弁済期及び支払場所　毎年何月何日　何市何町何番地　何銀行何支店」。

その他、「弁済期　平成何年から平成何年まで毎年何月何日　各金何円」のような記載もすることができる（1999年（平成11年）6月14日民甲三1189号依命通知、記録例450）。

### 登記申請人
抵当権者を登記権利者、抵当権設定者（不動産の所有権登記名義人など）を登記義務者として記載する。ただし、「抵当権者」「設定者」と記載するのが実務の慣行である（書式解説-294頁参照）。なお、法人が申請人となる場合、以下の事項も記載しなければならない。
- 原則として申請人たる法人の代表者の氏名（令3条2号）
- 支配人が申請をするときは支配人の氏名（一発即答14頁）
- 持分会社が申請人となる場合で当該会社の代表者が法人であるときは、当該法人の商号又は名称及びその職務を行うべき者の氏名（2006年（平成18年）3月29日民二755号通達4）。

銀行等が抵当権者の場合、取扱店を記載すれば、登記することができる（1961年（昭和36年）5月17日民甲1134号通達、記録例370）。この場合において、委任による代理人によって申請をするときは、登記原因証明情報に取扱店が記載されていなくても、委任状に記載されていればよい（1961年（昭和36年）9月14日民甲2277号回答）。銀行等に含まれないものとして、信用保証協会・信用組合（登記研究449-89頁）や信用金庫（登記研究492-119頁）がある。
なお、抵当権が準共有である場合、持分又は債権額を記載しなければならない（1960年（昭和35年）3月31日民甲712号通達第4-1、記録例361参照）。

### 添付情報（一部）
登記原因証明情報（法61条・令7条1項5号ロ）、登記義務者の登記識別情報（法22条本文）又は登記済証及び、所有権を目的とする抵当権設定登記の場合で書面申請のときには登記義務者の印鑑証明書（令16条2項・規則48条1項5号及び47条3号イ(1)、令18条2項・規則49条2項4号及び48条1項5号並びに47条3号イ(1)）を添付する。法人が申請人となる場合は更に代表者資格証明情報（令7条1項1号）も原則として添付しなければならない。
なお、書面申請の場合でも所有権以外の権利を目的とする抵当権設定のときは印鑑証明書の添付は不要である（令16条2項・規則48条1項5号、令18条2項・規則49条2項4号及び48条1項5号）が、登記義務者が登記識別情報を提供できない場合には添付しなければならない（規則47条3号ハ参照）。
また、抵当権の目的たる不動産が農地又は採草放牧地（農地法2条1項）である場合でも、農地法3条の許可書（令7条1項5号ハ）を添付する必要はない（登記研究54-32頁）。

### 登録免許税
債権金額の1,000分の4である（登録免許税法別表第1-1(5)）。一定の金額を目的としない債権を被担保債権とする場合、当該被担保債権の目的たるものの価格を債権額とみなす（登録免許税法11条1項）。 なお、端数処理など算出方法の通則については不動産登記#登録免許税を参照。

### 登記の実行
所有権を目的とする抵当権設定登記は主登記で実行される（規則3条参照）。所有権以外の権利を目的とする抵当権設定登記は付記登記で実行される（規則3条4号）。
なお、権利の消滅に関する登記は、設定の登記とは独立した登記として付記登記で実行される（規則3条6号）。

## 共同抵当権設定登記
stub